# Neafrapus
Neafrapus é um género de andorinhão da família Apodidae.
Este género contém as seguintes espécies:
- Neafrapus boehmi (Schalow, 1882) - Rabo-espinhoso-de-böhm
- Neafrapus cassini (P. L. Sclater, 1882) - Rabo-espinhoso-de-cassin